# Aulacopleura koninckii
Aulacopleura koninckii (лат.) — вид трилобитов из рода Aulacopleura, известный из среднесилурийских отложений Чехии. Является типовым видом рода. Aulacopleura koninckii известна из отложений формации Литен в Богемии на территории Польши, датируемых уэнлокской эпохой.

## Описание
Aulacopleura koninckii отличается от Aulacopleura wulongensis более длинной преглабеллярной областью и более узкими передней краниальной границей и расстоянием между глазами. В фазе голаспида у представителей вида 18—22 грудных сегментов, в то время как у A. wulongensis их 16. Встречается стратиграфически выше, чем A. wulongensis.
От Aulacopleura krizi вид отличается тем, что у него более длинная преглабелярная область, более высоко расположенные глаза и гораздо большая максимальная ширина головы. 

### Онтогенез
Были собраны образцы полностью сочленённых экзоскелетов высокого качества молодых и зрелых особей Aulacopleura koninckii, что позволило изучить онтогенез, то есть процесс роста, вида. Степень вариаций как по размеру, так и по форме у более поздних мераспидальных возрастов была постоянной, что навело палеонтологов на мысль о нацеленном росте по обоим признакам. Связанные с размером изменения формы дорсального экзоскелета и сегмента-инварианта цефалона были обнаружены на фазе мераспида, но в фазе голаспида удалось отметить аллометрию только в стволовой области, на пигидии, чей относительный размер заметно расширяется. Кранидиальная аллометрия особей фазы мераспида была тонкой, с значительными изменения в форме возраста обнаруживаются только после нескольких линек. Трилобит постепенно развивался на протяжении мераспиднальной и голаспидальной фазах с синхронным прекращением появления и высвобождения сегмента туловища в начале фазы голаспида. Точное развитие формы и размера происходило в контексте заметной изменчивости числа стволовых сегментов у взрослых особей, что является примером сложных изменений особей одного вида в процессе онтогенеза.

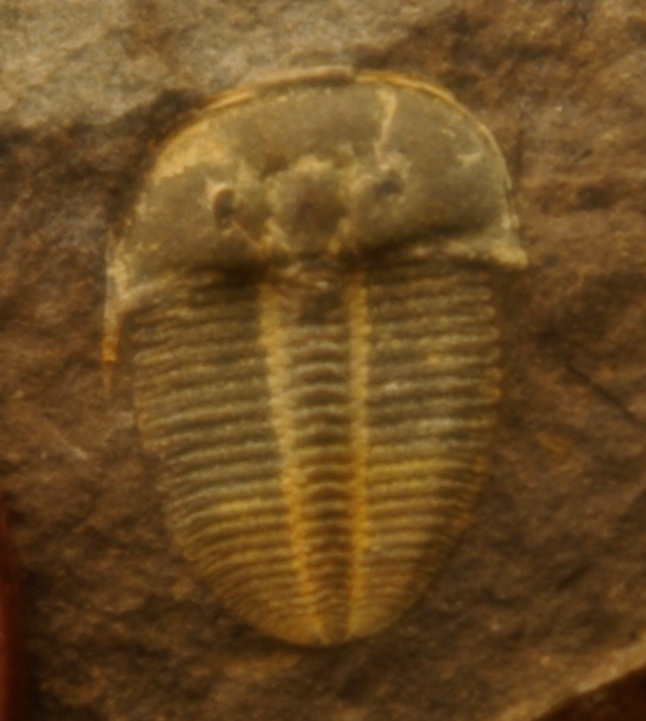
Образец

В 1852 году Барранд описал онтогенез фазы мераспид Aulacopleura konincki и задокументировал последовательное добавление сегментов, а также отметил, что крупные особи из На Чернидлех продемонстрировали от 18 до 22 грудных сегментов. Многомерный анализ различных линейных размеров 86 экземпляров не обнаружил корреляции между числом сегментов в грудной клетке у представителей фазы мераспид или пигидия голаспид, из чего следует, что изменение количества грудных сегментов не было явно компенсировано или объяснено изменением количества сегментов пигидия.
Примечательно, что изменение количества сегментов, как правило, не наблюдается у послекембрийских трилобитов, но у Aulacopleura konincki оно присутствует. Благодаря исследованию онтогенеза Aulacopleura konincki удалось выявить несколько синонимичных ей подвидов.

## Открытие и наименование
В 1846 году Баррандом был описан вид Arethusa koninckii. Однако, как выяснилось в дальнейшем, это название оказалось занятым, так как использовалось Монфором в 1808 году для описания нового рода фораминифер. Хотя Барранд попытался исправить свою ошибку, переименовав вид в Arethusina konincki, у него это не удалось из-за того, что Хоул и Корда успели предложить название Aulacopleura konincki, которое теперь и считается валидным.